# Headbang Lullaby
Pour plus de détails, voir Fiche technique et Distribution.
Headbang Lullaby est un film marocain réalisé par Hicham Lasri, sorti en 2017.
Il est présenté en section Panorama à la Berlinale 2017.
Il fut projeté pour la première fois en France en clôture du festival Travelling 2017 : Tanger à Rennes le mardi 14 février 2017 au Ciné-TNB

## Synopsis
Le 11 juin 1986, jour de la rencontre Maroc-Portugal à la Coupe du monde de football, le policier Daoud est envoyé surveiller un pont sous lequel le roi Hassan II pourrait passer dans la journée.

## Fiche technique
- Titre original : Headbang Lullaby
- Réalisation : Hicham Lasri
- Scénario : Hicham Lasri
- Pays d'origine : Maroc
- Pays de Co-Production : France Qatar Liban
- Format : Couleurs - DCP 2K
- Genre : comédie
- Durée : 111 minutes
- Dates de sortie :
  - Allemagne : 12 février 2017 (Berlinale 2017)
  - France : 14 février 2017 (Festival Travelling de Rennes)
  - Maroc : 4 mars 2017 (Festival National du Film de Tanger)
  - Maroc : 29 mars 2017 (Festival International du Cinéma de Tetouan)

## Distribution
- Aziz Hattab : Daoud
- Adil Abatourab : Larbi
- Latefa Ahrrare : Rita
- Zoubida Akif : Amina
- Zoubir Abou Alfadel : Lotfi
- Fairouz Amiri
- Hassan Ben Badida : le Vieux
- Salma Eddlimi : Leila
- Ben Aïssa El Jirari : Moqadem
- Najah Hamid : Sidi Hamid